# Johan Bruyneel
Pour les articles homonymes, voir Bruyneel.
Johan Bruyneel, né le 23 août 1964 à Izegem, est un coureur cycliste et dirigeant d'équipes cyclistes belge. Coureur professionnel de 1987 à 1998, il a notamment été vainqueur d'étapes du Tour de France et du Tour d'Espagne et s'est classé troisième du Tour d'Espagne 1995. 
Après sa carrière de coureur, il est devenu directeur de l'équipe US Postal Service (plus tard connu sous le nom de Discovery Channel), une équipe cycliste basée aux États-Unis avec comme leader Lance Armstrong. Sous la direction de Bruyneel, Armstrong a remporté sept fois le Tour de France, avant d'être disqualifié plusieurs années après les succès, pour avoir mis au point le programme de dopage le plus sophistiqué de l'histoire du sport. Après la saison 2007, l'équipe s'est dissoute et Bruyneel a rejoint au même poste l'équipe Astana, avec qui, il a remporté des victoires dans chacun des grands tours avec le coureur espagnol Alberto Contador.
Bruyneel rejoint ensuite l'équipe RadioShack, mais doit quitter son poste le 12 octobre 2012, à la suite de la publication de la décision de l'Agence américaine antidopage (USADA) dans l'enquête sur Lance Armstrong. En avril 2014, l'USADA a interdit à Bruyneel toute forme de participation à des activités dans le cyclisme pendant 10 ans. L'Agence mondiale antidopage (AMA) fait appel de cette décision auprès du TAS, qui a décidé de durcir la sanction en bannissant Bruyneel à vie en octobre 2018.

## Biographie

### Carrière de coureur professionnel

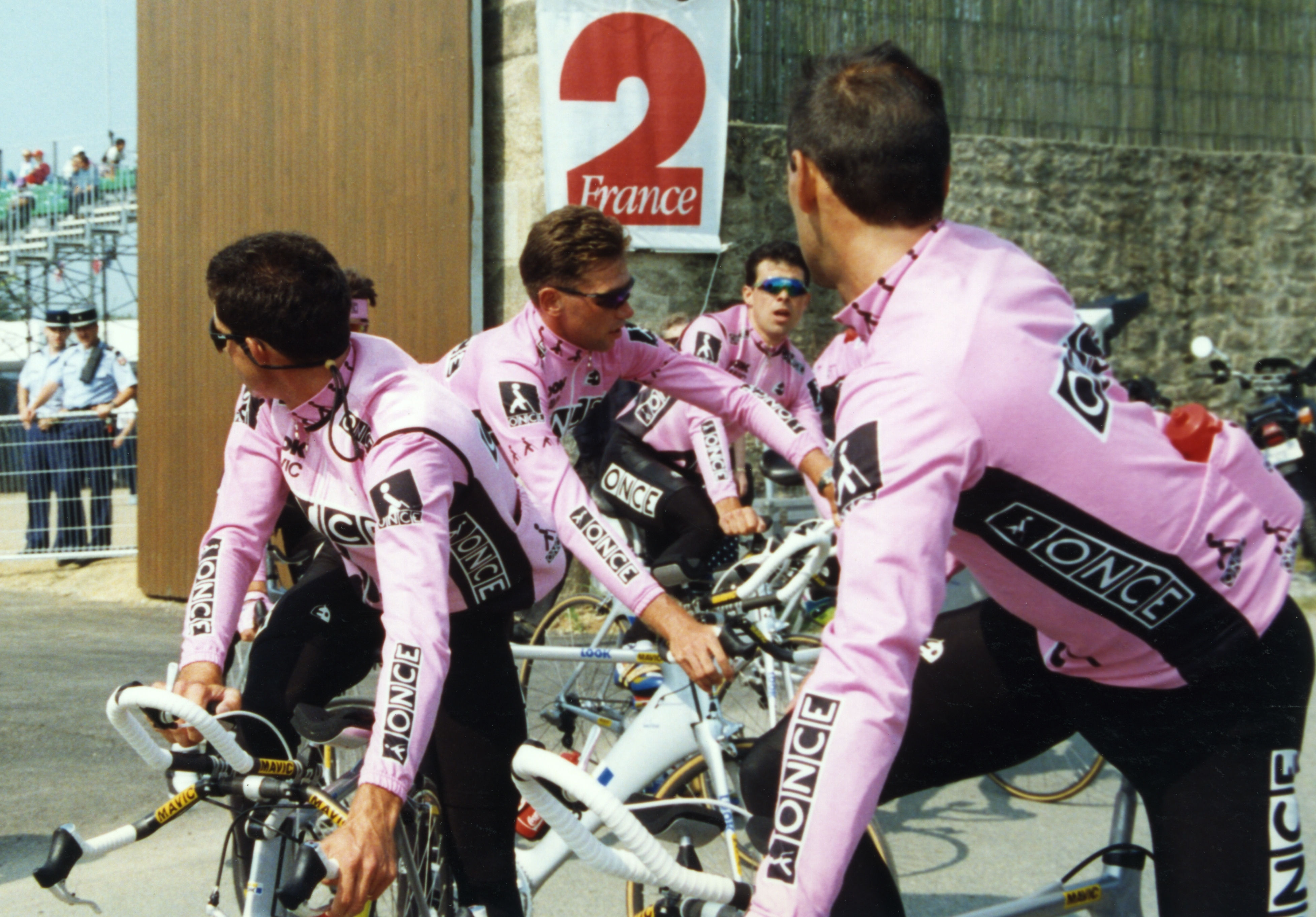
Johan Bruyneel (au centre) lors du Tour de France 1993.

Né à Izegem, en Belgique, Johan Bruyneel devient à 22 ans cycliste professionnel en 1987, au sein de l'équipe SEFB-Gipiemme. 
Il remporte le Tour de la Communauté européenne en 1990, le Grand Prix de Francfort en 1991, ainsi que la Coppa Placci et le Grand Prix des Nations en 1992. Cette saison-là, il s'impose également lors de la 12e étape du Tour d'Espagne. Il gagne une étape du Tour de France 1993 à Amiens en battant le record de la vitesse moyenne en 49,417 km/h (record qui sera battu par Mario Cipollini lors du Tour de France 1999 en 50,355 km/h). Il se classe septième du classement général final. 
Ses plus grands succès en tant que cycliste professionnel ont lieu lors de la saison 1995. Lors du Tour de France, il remporte la septième étape, qui débute à Charleroi et se termine à Liège, en Belgique, ce qui lui permet de porter une journée le maillot jaune dans son pays d'origine. Au sommet d'un mont, situé à 25 kilomètres de l'arrivée, Bruyneel est à l'initiative d'une échappée, où il est rejoint par le futur vainqueur Miguel Indurain et Éric Boyer. Boyer est lâché lorsque l’Espagnol prend la tête. Il mène le duo pour tenter de gagner du temps sur ses principaux rivaux. Bruyneel est dans sa roue, à peine capable de suivre le tempo. Il bat ensuite Indurain au sprint pour remporter l'étape. Il admet après la course qu'il était un peu inquiet de la façon dont il avait gagné. Cependant, la victoire à Liège lui permet de rencontrer le roi des Belges lors de la remise des prix. Lors de l'étape du lendemain, disputée sous la forme d'un contre-la-montre, il perd le maillot jaune au profit d'Indurain. Lors du Tour d'Espagne, il soutient son leader Laurent Jalabert qui remporte la Vuelta. Il parvient à garder le rythme des meilleurs sur toutes les ascensions et à Madrid, il monte sur la troisième marche du podium à 6 minutes et 48 secondes du Français et décroche son seul podium dans un grand tour, en se classant troisième.
Lors du Tour de France 1996, il rate une courbe lors de la descente du Cormet de Roselend et tombe dans un ravin, mais s'en sort sans dommages. Il arrête sa carrière de coureur en 1998, à 34 ans.

### Dirigeant d'équipes cyclistes

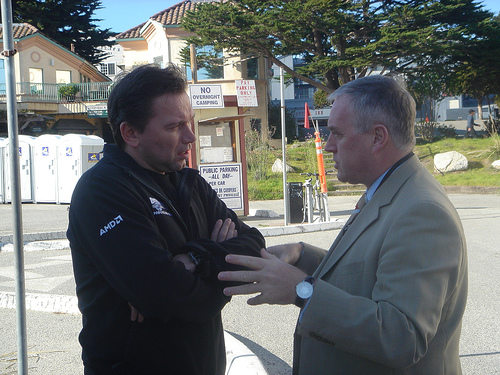
Bruyneel (à gauche) avec Pat McQuaid lors du Tour de Californie 2006.

Après avoir pris sa retraite de cycliste, Bruyneel accepte le poste de directeur général en 1999 de l'US Postal Service, dont le leader, Lance Armstrong, a terminé quatrième du Tour d'Espagne 1998. L'équipe de Bruyneel a rapidement remporté huit des neuf éditions suivantes du Tour de France. Armstrong en a remporté sept de suite avant sa retraite en 2005, puis Alberto Contador a gagné l'édition 2007, tandis que Levi Leipheimer s'est classé troisième. Toutefois, Discovery Channel, devenu entre-temps de sponsor de l'équipe en 2005, décide de se retirer en 2007 à la suite des nombreux scandales de dopage, entraînant la disparition de l'équipe. À ce stade, les équipes de Bruyneel ont remporté dix grands tours en neuf ans (8 Tours de France, 1 Tour d'Italie (Paolo Savoldelli en 2005) et 1 Tour d'Espagne (Roberto Heras en 2003). Sept de ces victoires ont depuis été annulées, avec la disqualification de Lance Armstrong des Tours de France 1999 à 2005 par l'Agence américaine antidopage (USADA) et l'Union cycliste internationale (UCI).
Avec la fin de l'équipe Discovery Channel, Bruyneel annonce sa retraite et son intention d'écrire un livre. Le livre We Might As Well Win est publié par Houghton Mifflin le 4 juin 2008. En outre, le 29 mai 2008, Bruyneel rejoint le conseil d'administration de World Bicycle Relief (en). Mais sa retraite ne s'est pas matérialisée.
En octobre 2007, après des négociations avec le gouvernement kazakh, Bruyneel prend le contrôle de l'équipe d'Astana, qui avait été expulsée du Tour de France 2007 pour violations de dopage et où tout était à reconstruire. Il amène avec lui pour la saison 2008 deux coureurs de Discovery Channel, Contador et Leipheimer. Bien que l'équipe ait été exclue du Tour de France pour son passé en matière de dopage, Contador remporte à la fois le Tour d'Italie 2008 et le Tour d'Espagne 2008, faisant de lui le plus jeune coureur à avoir remporté les trois grands tours. En outre, Leipheimer se classe deuxième du Tour d'Espagne.
La victoire de Contador sur le Tour de France signifie que Bruyneel a remporté quatre des six derniers Tours auxquels ses équipes ont participé et treize grands tours en onze ans (sept de ces victoires ont été annulées depuis la disqualification de Lance Armstrong de 1999 à 2005). En 2010, l'équipe RadioShack est créée avec le parrainage de Radio Shack et Trek Bicycle Corporation. Bruyneel confirme son départ d'Astana à la fin de la saison 2009 pour rejoindre l'équipe RadioShack.
Il aurait été bénéficiaire d'un système d'évasion fiscale entre 2008 et 2014 permettant à des coureurs d'optimiser leurs revenus grâce à des sociétés basées dans des paradis fiscaux. Ce système lui aurait rapporté près de dix millions d’euros entre 2005 et 2012 .

### Affaire Armstrong
En mai 2010, il est sous enquête par la Fédération belge de cyclisme, après avoir été accusé par Floyd Landis d'être impliqué dans le dopage systématique lorsqu'il était directeur sportif de l'équipe US Postal Service de Lance Armstrong.
Le 28 juin 2012, Bruyneel est accusé par l'agence américaine antidopage (USADA), bien qu'il ne soit pas citoyen américain. Les allégations incluent l'hypothèse que Bruyneel faisait partie d'un système de triche organisé, impliquant l'utilisation de méthodes interdites pour améliorer les performances des équipes cyclistes qu'il dirigeait,. À la suite des allégations, Bruyneel refuse de se présenter sur le Tour de France 2012, où il était censé diriger l'équipe RadioShack-Nissan.
Alors que certains accusés dans cette affaire, tels que Lance Armstrong et Michele Ferrari, ne cherchaient pas à contester formellement les accusations par voie d'arbitrage, Bruyneel a demandé une audience d'arbitrage. 
En octobre 2012, Armstrong est déchu de ses sept Tours de France et de tous ses résultats obtenus depuis le 1er août 1998. Les témoignages recueillis par l'agence américaine antidopage (USADA) révèlent l'implication de Bruyneel dans l'organisation du programme de dopage de l'équipe. Il est alors limogé par RadioShack. La résiliation a eu lieu d'un commun accord avec les propriétaires de Leopard SA. Au lendemain du jour où Armstrong a reconnu avoir utilisé le dopage durant plusieurs années, Bruyneel a annoncé qu'il serait à Bruxelles le plus tôt possible pour parler à la Fédération belge de cyclisme et coopérer à son enquête. 
En novembre 2013, Armstrong a réglé une plainte contre Acceptance Insurance Company (AIC). AIC avait cherché à récupérer 3 millions de dollars qu’elle avait versés à Armstrong en bonus pour avoir remporté le Tour de France de 1999 à 2001. La plainte a été réglée contre une somme non divulguée un jour avant la date prévue où Armstrong devait faire une déposition orale sous serment. Dans une déposition écrite pour le procès, Armstrong a déclaré sous serment que « Bruyneel a participé aux opérations pour utiliser des substances destinées à améliorer les performances ou à aider Armstrong. Il savait au travers des conversations et des actes qu'il y avait usage de produits dopants ». 
En 2014, l'American Arbitration Association (en) (AAA) le suspend de toute activité liée au sport pour une durée de dix ans. Le rapport souligne que « les éléments de preuve établissent de manière concluante que M. Bruyneel était au sommet d'un complot en vue de commettre un dopage généralisé au sein des équipes US Postal et Discovery Channel couvrant plusieurs années et de nombreux coureurs. ».  
En octobre 2018, il annonce sur les réseaux sociaux qu'à la suite d'un appel de l'AMA contre la décision de l'AAA, le TAS lui a infligé une suspension à vie. 
En octobre 2019, la justice américaine lui réclame 1,2 million de dollars, basé sur le salaire qu'il a perçu quand il était le directeur sportif de l'équipe sponsorisée par l'US Postal.
En novembre 2021, il accorde un entretien au magazine belge Eddy dans lequel il revient sur son rapport au dopage, une règle non-officielle du jeu à l'époque : "tu intègres un monde qui te met très vite face à un dilemme : soit tu t’adaptes et tu te dopes, soit tu disparais. La première année c’est difficile, mais tu t’accroches, puis tu t’aperçois lors de ta deuxième année que ceux qui étaient avec toi chez les amateurs, maintenant ils te déposent. […] Tu pourrais dire non, mais alors tu sais que tu échoues, tu fais une croix sur ton métier, ta vocation, tu mets à la poubelle ces longues années de souffrances et de privations pour atteindre le peloton professionnel". Il estime que Lance Armstrong et lui ont été sanctionnés pour l'exemple, l'Américain étant une "cible idéale" du fait de sa célébrité. Bruyneel ajoute que beaucoup de directeurs sportifs étaient au courant des pratiques de leurs coureurs mais souhaitent simplement qu'ils ne se fassent pas prendre. Les dirigeants de l'UCI étaient au courant mais "ont fait tout ce qui était en leur pouvoir", notamment en établissant une limite du taux d'hématocrite car l'EPO puis les transfusions sanguines étaient indétectables. Quant aux journalistes, la plupart s'étaient tus pour sauvegarder leur gagne-pain. Cependant, le Belge se montre optimiste en ne croyant pas à la fraude technologique chez les professionnels et en "[observant] un changement de mentalité" chez les jeunes générations : "Les jeunes, aujourd’hui, il ne faut même pas leur parler de dopage. Ça n’entre pas dans leur raisonnement, c’est complètement étranger à leur culture. Même les vitamines, c’est déjà limite",.

## Palmarès en tant que coureur

### Palmarès sur route
| - 1983 - 3e du Trophée des Flandres - 1986 - 2e du Tour de Belgique amateurs - 1988 - 1re étape du Tour de la Communauté européenne - 6e du Tour de la Communauté européenne - 1989 - 2e et 9e étapes du Tour de Suisse - 7e étape du Tour de la Communauté européenne - Circuit de Niel - 3e du Tour de Vendée - 6e du Tour de la Communauté européenne - 9e du Tour de Suisse - 1990 - 3eb étape du Tour du Vaucluse - Classement général du Tour de la Communauté européenne - 3e du Grand Prix de Wallonie - 3e du Tour de Galice - 1991 - 5eb étape du Tour du Pays basque - Grand Prix de Francfort - 3ea étape du Grand Prix du Midi libre - 2e de Cholet-Pays de Loire - 2e du Tour du Pays basque - 2e du Grand Prix de Wallonie - 6e de la Flèche wallonne | - 1992 - 12e étape du Tour d'Espagne - 1re étape du Tour de Catalogne (contre-la-montre par équipes) - Coppa Placci - Grand Prix des Nations - 1993 - 4e étape de la Semaine catalane - 6e étape du Tour de France - 7e du Tour de France - 9e du Tour d'Espagne - 1994 - 3e étape du Boland Bank Tour - 3e étape du Tour de La Rioja - 2e du Boland Bank Tour - 1995 - 5e étape du Grand Prix du Midi libre - 7e étape du Tour de France - 2e du Grand Prix Eddy Merckx - 3e du Tour d'Espagne - 1996 - 3e étape de la Hofbrau Cup - 3e du championnat de Belgique sur route - 3e de la Hofbrau Cup - 1997 - Flèche Namuroise |  |

### Résultats sur les grands tours

#### Tour d'Espagne
3 participations
- 1992 : 15e, vainqueur de la 12e étape
- 1993 : 9e
- 1995 : 3e

#### Tour de France
6 participations
- 1990 : 17e
- 1991 : 35e
- 1993 : 7e, vainqueur de la 6e étape
- 1995 : 31e, vainqueur de la 7e étape,  maillot jaune pendant un jour
- 1996 : abandon (10e étape)
- 1998 : abandon (10e étape)

### Palmarès sur piste
- 1983
  -  Champion de Belgique de la course aux points juniors
- 1984
  - 3e du championnat de Belgique de poursuite par équipes amateurs
- 1985
  -  Champion de Belgique de la course aux points amateurs
- 1986
  -  Champion de Belgique de l'omnium amateurs
  - 3e du championnat de Belgique de course derrière amateurs
- 1987
  -  Champion de Belgique de l'américaine amateurs (avec Laurenzo Lapage)
  -  Champion de Belgique de poursuite par équipes amateurs (avec Alain Bruyneel, Jan Mattheus et Nico Roose)
- 1989
  - 2e du championnat de Belgique de l'omnium
- 1991
  - 3e du championnat de Belgique de l'omnium

## Palmarès en tant que dirigeant
- Deux Tours d'Italie : vainqueur avec Paolo Savoldelli en 2005 et Alberto Contador en 2008.
- Deux Tours de France : vainqueur avec Alberto Contador en 2007 et 2009.
- Deux Tours d'Espagne : vainqueur avec Roberto Heras en 2003 et Alberto Contador en 2008.

## Distinctions
- Vélo de Cristal du directeur sportif belge en 2000, 2002, 2003, 2007, 2008, 2009 (ces distinctions lui ont été attribuées avant que les suspicions de dopage de Lance Armstrong, dont il était le directeur sportif à l'époque, aient été révélées au public en 2012).

## Cinéma
Il est incarné par Denis Ménochet dans The Program de Stephen Frears, le biopic sur Lance Armstrong sorti en 2015.